# Bruce Jay Friedman
Pour les articles homonymes, voir Friedman.
Bruce Jay Friedman est un scénariste, un écrivain et un dramaturge américain né le 26 avril 1930 dans le quartier du Bronx à New York (État de New York) et mort le 3 juin 2020 à Brooklyn.

## Biographie
Bruce Jay Friedman fait des études à l'université du Missouri-Columbia, où il obtient un diplôme en journalisme. Après deux ans passés dans l'US Air Force, il travaille dans l'édition pendant une dizaine d'années avant de connaître un premier succès avec son roman Stern,.

## Théâtre
- 1966 : 23 Pat O'Brien Movies
- 1967 : Scuba Duba: A Tense Comedy
- 1968 : A Mother's Kisses
- 1970 : Steambath
- 1973 : First Offenders
- 1979 : A Foot in the Door
- 1994 : Sardines
- 1995 : Have You Spoken to Any Jews Lately?

## Littérature

### Romans
- 1962 : Stern (éd. Simon and Schuster, New York, 1962)
- 1964 : A Mother's Kisses (éd. Simon and Schuster, New York, 1964)
- 1971 : The Dick [Éd. Knopf, New York, 1970)
- 1974 : About Harry Towns (éd. Knopf, New York, 1974)
- 1985 : Tokyo Woes (éd. Fine, New York, 1985)
- 1989 : The Current Climate (éd. Atlantic Monthly Press, New York, 1989)
- 1996 : A Father's Kisses (éd. Fine, New York, 1996)

### Nouvelles
- 1963 : Far from the City of Class and Other Stories (éd. Frommer-Pasmantier, New York, 1963)
- 1966 : Black Angels contenant A Change of Plan (éd. Simon and Schuster, New York, 1966)
- Let's Hear It for a Beautiful Guy and Other Works of Short Fiction

## Filmographie

### Scénariste (cinéma)
- 1975 : Fore Play de John G. Avildsen, Bruce Malmuth et Robert McCarty
- 1980 : Faut s'faire la malle de Sidney Poitier
- 1983 : Doctor Detroit de Michael Pressman
- 1984 : Splash de Ron Howard

### Scénariste (télévision)
- 1973 : The Ted Bessell Show (téléfilm)
- 1973 : Steambath (téléfilm)
- 1988 : CBS Summer Playhouse (1 épisode)

### Acteur
- 1988 : Une autre femme de Woody Allen : Mark
- 1992 : Maris et Femmes de Woody Allen : Peter Styles
- 1998 : Vous avez un message de Nora Ephron : Vince Mancini
- 1998 : Celebrity de Woody Allen : un invité à la soirée d'Elaine
- 1998 : Studio 54 de Mark Christopher : le client d'Elaine

## Nominations
- Oscars du cinéma 1985 : Oscar du meilleur scénario original pour Splash
- Writers Guild of America Awards 1985 : meilleur scénario original pour Splash